# Kamienica Nazimków w Warszawie
Kamienica Nazimków – kamienica znajdująca się przy ul. Małej 13a w Warszawie. 

## Opis
Wybudowana w latach 1906-1908 dla Romualda Nazimka. Posiadała pięć kondygnacji z elewacją podzieloną doryckimi pilastrami, które tworzyły pseudoportyk. Przy szczycie umieszczono owalny medalion z datą ukończenia budowy. W środku znajduje się klatka schodowa z kutymi balustradami i secesyjną stolarką drzwiową. W bramie przejazdowej znajdowały się, dziś ledwo widoczne, ozdoby malarskie: malowane temperą tonda ze skrzydlatymi nagimi puttami otoczone kwiatowymi girlandami i ptakami. 
Na kamienicy zachował się oryginalny przedwojenny malowany szyld sklepu J. Nowickiego.
W 2005 kamienica wraz z oficyną została wpisana do rejestru zabytków.